# Granč-Petrovce
Granč-Petrovce (deutsch Grantsch-Petersdorf oder Grantsch-Petrowitz, ungarisch Garancspetróc – bis 1907 Grancspetróc) ist eine Gemeinde im Osten der Slowakei mit 663 Einwohnern (Stand 31. Dezember 2024) und gehört zum Okres Levoča, einem Kreis des Prešovský kraj sowie zur traditionellen Landschaft Zips.

## Geografie

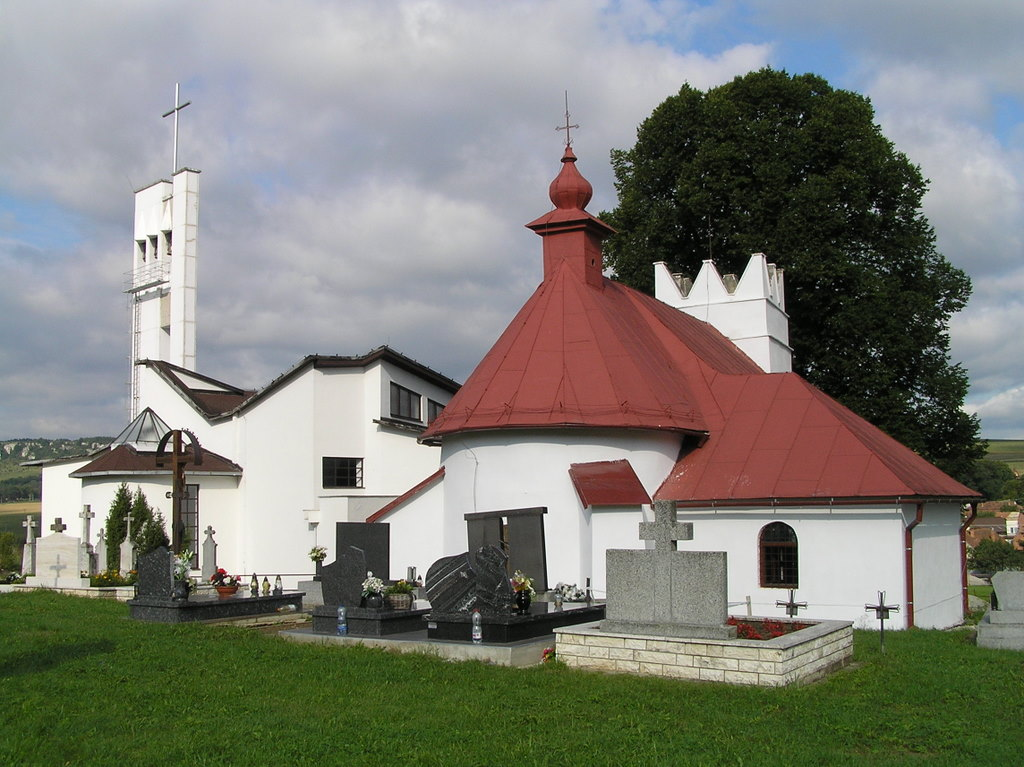
Granč-Petrovce

Die Gemeinde befindet sich im Ostteil des Talkessels Hornádska kotlina unweit des Gebirges Branisko. Durch den Ort fließt der Bach Branisko. Das Ortszentrum liegt auf einer Höhe von 458 m n.m. und ist fünf Kilometer von Spišské Podhradie sowie 19 Kilometer von Levoča entfernt.
Nachbargemeinden sind Bijacovce im Norden, Beharovce im Nordosten, Harakovce im Osten, Žehra im Süden und Spišské Podhradie im Westen.

## Geschichte
Die Geschichte der Gemeinde setzt sich aus der Geschichte der Orte Granč und Petrovce zusammen, die gegen die Mitte des 19. Jahrhunderts in eine Gemeinde fusionierten.
Das heutige Gemeindegebiet wurde dauerhaft kurz nach dem Mongoleneinfall besiedelt: Petrovce wurde zum ersten Mal 1292 als Petrouchsegra, Granč 1344 als Granch schriftlich erwähnt. Der zweitgenannte Ort gehörte zeitweilig zur winzigen Gespanschaft Sedes X lanceatorum („Städte der 10 Lanzenträger“).
1828 zählte man in Granč 15 Häuser und 117 Einwohner und in Petrovce 15 Häuser und 118 Einwohner.
Bis 1918 gehörte die im Komitat Zips liegende Gemeinde zum Königreich Ungarn und kam danach zur Tschechoslowakei beziehungsweise heute Slowakei.

## Bevölkerung
| Jahr                | 1994 | 2004    | 2014    | 2024    |
| ------------------- | ---- | ------- | ------- | ------- |
| Anzahl der Personen | 589  | 597     | 608     | 663     |
| Unterschied         |      | +1,35 % | +1,84 % | +9,04 % |

| Jahr                | 2023 | 2024    |
| ------------------- | ---- | ------- |
| Anzahl der Personen | 657  | 663     |
| Unterschied         |      | +0,91 % |

Gemäß der Volkszählung 2011 wohnten in Granč-Petrovce 601 Einwohner, davon 592 Slowaken und ein Tscheche; zwei Einwohner waren anderer Ethnie. Sechs Einwohner machten keine Angabe. 572 Einwohner bekannten sich zur römisch-katholischen Kirche, vier Einwohner zur evangelischen Kirche A. B. und jeweils ein Einwohner zur griechisch-katholischen Kirche und zur orthodoxen Kirche. 16 Einwohner waren konfessionslos und bei 13 Einwohnern wurde die Konfession nicht ermittelt.
Ergebnisse nach der Volkszählung 2001 (590 Einwohner):
| Nach Ethnie: - 99,15 % Slowaken - 0,51 % Tschechen | Nach Konfession: - 97,80 % römisch-katholisch - 1,53 % keine Angabe - 0,34 % griechisch-katholisch |

## Bauwerke
- römisch-katholische Martinskirche im Renaissancestil aus dem Jahr 1626, 1815 instand gesetzt
- Landschloss im spätbarocken Stil aus dem Ende des 18. Jahrhunderts
- moderne Kirche aus dem Jahr 1994

## Söhne und Töchter der Gemeinde
- Stephan Petróczy von Petrócz (1874–1957), österreichisch-ungarischer Flugpionier